# 女仍山
女仍山，又名汝乃山或女乃山，位於台灣屏東縣獅子鄉丹路村與牡丹鄉石門村、牡丹村交界處的一座山峰，峰頂海拔804公尺，為台灣小百岳之一。該山峰地處楓港溪與四重溪的分水嶺上，立有三等三角點4243號。女仍山東北方約3公里處為雙流國家森林遊樂區。